# St. Martin bei Lofer
St. Martin bei Lofer là một đô thị ở huyện Zell am See (vùng Pinzgau), trong bang Salzburg ở nước Áo. Đô thị này có diện tích 63,56 km², dân số năm 2001 là 1152 người.